# Разбойничьи песни

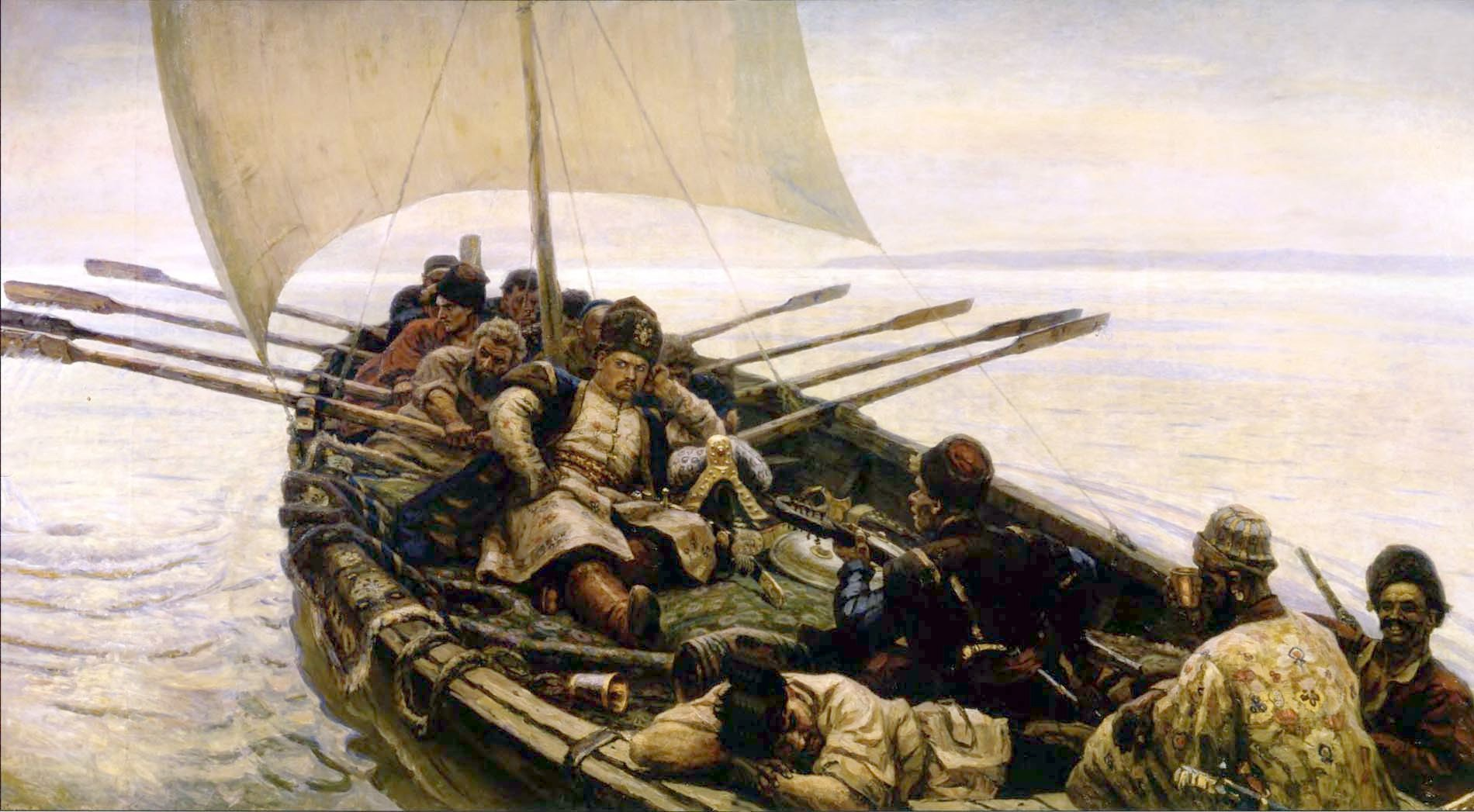
В. И. Суриков, «Степан Разин», 1906 г. Разин является частым героем русских разбойничьих песен

Разбо́йничьи пе́сни — жанр народных песен, либо повествующих о разбойниках, либо сложенные ими самими. В данных песнях зачастую отражается негативное отношение простого народа к власть имущим: феодалам и государственной власти и эксплуатируется образ благородного разбойника, беспощадного по отношению к угнетателям, но милосердного к угнетаемым.

## Австралийские разбойничьи песни
Одним из пластов фольклора потомков английских колонистов, осевших в Австралии, являются народные песни о бушрейнджерах — беглых каторжниках (зачастую ирландцы по происхождению), подававшихся в разбой. Одной из самых известных песен подобного типа является «Wild Colonial Boy».

## Английские разбойничьи песни
Среди английского песенного фольклора на разбойничью тему наиболее известным является цикл баллад о Робине Гуде — легендарном средневековом разбойнике, жившего вместе со своей ватагой «весёлых ребят» (англ. jolly men) в Шервудском лесу неподалёку от Ноттингема, грабившего богатых и дававший награбленное беднякам (причём, как и крестьянам бедным рыцарям). По видимому, баллады о Робине Гуде стали складываться в XII-XIV веках, поскольку тогда ввиду феодального гнёта в Англии был разгул браконьерства и разбойничества, в разбойники (англ. outlaws) чаще всего шли бедные крестьяне (хотя в песнях отражены чаяния йоменов — свободных крестьян, бывших наиболее активной частью английского крестьянства). Большинство песен было сложено в XIV-XV веках. Первые песни о Робине Гуде были записаны в XV веке, а в XVI веке (по другим данным, в 1495 году) из отдельных песен была сложена поэма «Деяния Робина Гуда» (англ. А Gest of Robyn Hode, «Малая жеста о Робин Гуде» (англ. A Lyttеll Gestе of Robyn Hode)).
Помимо самого Робина, в его банде присутствуют такие персонажи, как Малыш Джон (он же Маленький Джон, несмотря на прозвище, огромного роста), брат Тук, менестрель Алан-э-Дэйл (Алан из Лощины), и верная возлюбленная Робина дева Мэриан. Врагами Робина Гуда являются шериф Ноттингема, рыцарь Гай Гисборн, напыщенные епископы, лицемерные и жадные монахи, а в поздних версиях — принц Джон Плантагенет, будущий английский король Иоанн Безземельный. При этом Робин Гуд проявляет уважение к царствующему монарху. Помимо стремления к справедливости, вражды Робина Гуда с богачами и помощи убогим и угнетённым, основным мотивом баллад о нём является разбойничья вольница и дух свободы, воплощённом в «зелёном» Шервудском лесу. Так, в одной из них о шервудском разбойнике прознал сам король, и встретившись с ним в лесу, он предлагать стать его слугой, но придворная жизнь томит Робина Гуда, и не прожив во дворце и года, он сбегает обратно в Шервудский лес.

## Арабские разбойничьи песни
Обычно арабские разбойничьи песни связаны с историческими событиями, что делают их важным историческим источником, отражают борьбу против феодалов, в них чётко реализуется борьбы героя-протагониста против антагониста-угнетателя.
Среди арабских разбойничьих песен первое место занимают песни, посвящённые кровной мести, широко распространённой у арабов в древности и имеющие место и в настоящее время. Одна из самых популярных разбойничьих песен — об Адхаме аш-Шаркави, известна в нескольких вариантах. В варианте из центральной части Верхнего Египта, приводимым египетским фольклористом Ахмедом Рушди Салихом, главный герой, аш-Шаркави, в 13-летнем возрасте отправляется на учёбу в город, но по достижении 18 лет он вынужден вернуться в родную деревню, так как до него дошла весть об убийстве брата его отца. Адхам аш-Шаркави узнаёт, что убийца сидит в тюрьме, но всё равно врывается в его дом, убивая его сына и ещё находившихся там трёх мужчин. Но и будучи сам за решёткой, Адхам не теряет надежду расквитаться с убийцей, и после расспросов окружавших его заключённых, он разоблачает убийцу и убивает его. Власти приговаривают к казни, однако родственникам с помощью взяток удаётся уговорить заменить казнь на заключение, с которого Адхам успешно сбегает. В конце концов Адхам неоднократно ускользает от розыска, пока не погибает в одной из схваток с властями.
Известны и другие варианты песни об аш-Шаркави, обладающие социальной направленностью. Так, в варианте народного поэта Ибрахима Сулеймана аш-Шейха Адхам аш-Шаркави борется против местных властей: деревенского старосты и мамура — главы уезда (так, упоминается, как аш-Шаркави, переодевшись полицейским, провёл мамура, уговорив дать оружие якобы взамен на новое, а сам раздал своей банде); в варианте народного поэта Махмуда Исмаила Гяда, сложенного после египетской революции 1952 года, аш-Шаркави ведёт борьбу против паши, сурово эксплуатировавших феллахов, работавших на его земле, и в том числе лично убив дядю главного героя. В этих вариантах, направленных против феодальных порядков, наблюдается идеализация родоплеменных отношений с их вольницей.
Другим примером разбойничьих песен являются заджали Ибн Аруса, египетского разбойника и народного поэта конца XVIII века, в конце жизни раздавшего свои богатства беднякам, и песни о самом Ибн Арусе. Также можно отметить песни о разбойнике Саффахе (с араб. — «проливающий кровь»), датируемые 1960-ми годами, в частности, песня, сложенная народный поэтом Ибрахимом Сулейманом аш-Шейхом в назидание молодым о том, к каким печальным последствиям приводит беспутная жизнь.

## Ирландские разбойничьи песни
Одной из самых известных ирландских разбойничьих песен является англоязычная «Whiskey in the Jar».

## Русские разбойничьи песни
Русские разбойничьи песни вполне самобытны, и вставные балладные мотивы западного происхождения встречаются здесь весьма редко (хотя по своей повествовательной структуре русские народные разбойничьи песни близки западноевропейским балладам).. Создателями разбойничьих песен зачастую были сами разбойники (как и в случае с Англией, в России в разбойники уходили бедные, обездоленные и потерявшие надежду на нормальную оседлую жизнь крестьяне), в их сохранении и распространении большое участие принимали скоморохи. Разбойничьи песни относятся к категории т.н. «удалых», то есть, криминальных песен, в их число также входят тюремные и каторжные песни — дальние предки современной русской блатной песни, и близкие по идиоматике к разбойничьим. В разбойничьих песнях присутствует сочувственное и идеализированное отношение к разбойникам: в них они предстают как свободолюбивые удальцы, способные на порывы великодушия. Иногда разбойники предстают врагами знати и крепостного права, прославляются их сила характера и смелость. Помимо прославления разбойничьей удали, в подобных песнях одним из главных мотивов является неизбежность наказания в виде тюремного заключения или казни.
В разбойничьих песнях, преимущественно XVII века, присутствует большая точность в описании множества мелких деталей, как то место действия (Поволжье и Подонье, в частности упоминаются реки Камышинка, Ахтуба, и Змеевы горы на территории нынешней Саратовской области), мотивы совершения преступлений и приобщения к бандам (бедность, проблемы в семье, солдатчина и крепостное право), одежда, орудия преступлений (вязовые дубины, фузеи), образ жизни разбойников, их обычаи (упоминается клич «сарынь на кичку» при нападении на гребцов, призывающий начать абордаж), применявшиеся пытки и казни, а также непосредственно жертв разбоя (бояр, бурмистров, зажиточных крестьян).
Одной из самых известных русских разбойничьих песен является «Не шуми, мати зеленая дубравушка».
Эволюция и развитие русских разбойничьих песен связаны с историей разбоев в России. Как правило, рост разбойничества (и соответственно, складываемых об этом песен) был связан с войнами, неурожаями, эпидемиями, массовым разорением, разбои могли переходить в крупные восстания.

### Предпосылки к возникновению
В Древней Руси разбой и войны часто отождествлялись, поскольку князья допускали походы с характером разбоя, как, например, Владимир Мономах при взятии Минска в 1119 году. О разбойниках часто упоминают жития русских святых — Феодосия Печёрского, Кирилла Белозёрского и др. Следы древнейшего разбойничества сохранены народной поэзией в песнях о встрече Ильи Муромца с разбойниками.

### Песни XIV—XV вв.
Рост преступности, в том числе и разбойничества, пришёлся в Московском государстве после монголо-татарского нашествия и с XIV столетия разбойничество приняло широкий размах, причём главной ареной разбойничества с течением времени стало Поволжье и московская «укра́ина».
Однако разгул разбойничества постиг и север Руси, в частности, Новгородчину. Новгородские и вятские ушкуйники занимались пиратством, грабили поселения и мучали их жителей. Одним из самых известных набегов ушкуйников стал набег на Кострому 1375 года. Предания о новгородских ушкуйниках отразились в былинах о Василии Буслаеве, в частности, в эпизоде его встречи с казацкими атаманами.
На юго-восточных окраинах Московской Руси со второй половины XV века разбойничество почти сливается с казачеством, власть была вынуждена посылать против разбойников военные отряды. Случалось, что разбойники разбивали княжеские, а затем царские войска и убивали воевод.

### Песни XVI—XVIII вв.
Наибольшего размаха на территории России разбойничество достигает в XVI-XVIII веках, что совпадает с наибольшим появлением и распространением песен с соответствующей тематикой. Так, к XVI веку относится цикл песен о Ермаке, поскольку завоевание Сибири, по существу, и бывшими разбойниками, произвело глубокое впечатление, что повлекло за собой появление не только песен, но и легенд и преданий о Ермаке.
В XVII веке сложился другой богатый по содержанию цикл песен о Степане Разине, отчасти заслонив собой песни о Ермаке. Песни о Ермаке и песни о Разине иногда смешивались и перепутывались, как в именах действующих лиц, так и в описываемых событиях. Наряду с разными анахронизмами (как например, о взятии Ермаком Казани, не имевшего места в реальности) и неточностями в песнях о Ермаке встречается много исторически верных преданий и фактов — о сборах в поход, о правежах и т. д. В песнях описываются набеги Разина на персидские города на побережье Каспийского моря, захват Астрахани, как он гулял с молодцами по Волге и убивал бояр, как он рвал кандалы и сбегал из тюрьмы-клетки, казнь Разина в Москве в 1671 г. (данное событие передаётся весьма точно). Многочисленные песни о Разине проникнуты симпатией к нему.
Однако и в столетний промежуток между песнями о Ермаке и Разине было сложено много других разбойничьих песен, отчасти уцелевших вплоть до XIX века, если едва ли не до настоящего времени. Таковы, к примеру, песни о взятии Астрахани в 1616 году, песня об убийстве на Дону московского посла Ивана Карамышева в 1630 г., и цикл о Гришке Мурышке, упоминаемого в царской грамоте 1645 года (в этом цикле подчёркиваются усы Гришки, его кличка — «Усища»). Песни достоверно рисуют общее положение донского казачества XVII века, бывшего весьма разнообразным и по большей части состоявшего из бедняков и преступников (т.н. «зипунники»), но также имевшего в своём составе и зажиточных людей («кармазинников»), в том числе благородного происхождения.
Пика распространение разбойничьих песен достигает к концу XVII века, тогда же разбойничество достигает наибольшего размаха.
Пётр Великий принял строгие меры к искоренению преступности и в частности разбойничества, по его приказу были разосланы сыскные команды, была учреждена должность старост для розыска, суда и наказания преступников. Однако эти строгие меры не помогали ввиду того, что тягости крепостничества осложнились другими: суровой паспортной системой и тяжёлой рекрутчиной. Со времён Петра Великого существенный процент числа разбойников составляли бродяги-рекруты и солдаты-дезертиры. При Петре I было ещё несколько крупных восстаний, выросших из разбойных движений, и оставивших следы в народной культуре и поэзии, таких как восстание Кондратия Булавина.

### Закат разбойничьей песни
На протяжении XVIII века в связи с усилением государственной власти слабеет разбойничество, соответственно слабеет и разбойная поэзия: разбойничьи песни значительно скудеют в художественном плане, в них уже нет той былой удали, красоты и силы. Мотивы разбойничьих песен вплетаются в раскольничьи и солдатские песни, но без указаний имён собственных. Из разбойничьих песен XVIII века можно отметить цикл об Иване Осипове, известном по прозвищу Ванька-Каин, а также о т.н. Таньке Ростокинской: песни из цикла о ней изображают о поимке и казни этой разбойницы. В то же время песен об Емельяне Пугачёве, несмотря на размах его восстания, довольно мало. Также концом XVIII века датируются несколько песен о малоизвестных личностях: о Загорине, некоем Гаврюшеньке и так далее.
Другим примером поздней разбойничьей песни является баллада «Песня про Чуркина-атамана», она же «Среди лесов дремучих». Песня является народной обработкой-адаптацией стихотворения «Погребение разбойника» немецкого поэта Фердинанда Фрейлиграта (1810-1876), вышедшего на русском в 1846 г. в переводе Фёдора Миллера. Интересно, что если в оригинальном стихотворении речь идёт об итальянских разбойниках, то в народной песне — о разбойнике Василии Чуркине, действовавшем в Подмосковье в 1870-е гг. Кроме того, существуют варианты с безымянным казаком или разбойником в качестве главного героя. Песня была популярна до Первой мировой и Гражданской войн, во время последней на её основе была написана песня «Мы — красные солдаты».
Несмотря на угасание фольклорной разбойничьей песни, её тезисы встречаются в ряде произведений писателей-романтиков начала-середины XIX века, как например, в балладе «Братья разбойники» Пушкина, его же «Капитанской дочке» (в частности, там цитируется «Не шуми, мати зеленая дубровушка») или поэме «Боярин Орша» Михаила Лермонтова.

## Словацкие разбойничьи песни
У словаков разбойничьи песни во многом схожи с западноукраинскими, одним из любимых героев является легендарный Юрай Яношик.

## Украинские разбойничьи песни
Украинские разбойничьи песни весьма разнообразны по происхождению: есть песни заимствованные от русских, песни западноевропейского балладного происхождения и песни вполне самобытные. Большая часть украинских разбойничьих песен датируется XVIII и XIX столетиями. Заимствования из русских песен шли преимущественно через Дон при посредстве донских казаков; таковы, например, украинские песни о конокраде Травине, о козаке Гарасиме (Стенька Разин). Западные балладные песни на Украине также распространены, это преимущественно песни о похищении разбойником девицы, о нападении 12 разбойников на девицу и т.д. Из цикла о гайдамаках распространены песни о Савве Чалом, Нечае и Гнате Голом. С течением времени гайдамацкие песни отчасти смешались с рекрутскими и солдатскими, отчасти впитали в себя кое-какие мотивы старинных казацких песен. Однако к концу XIX-началу XX века гайдамацкая поэзия на Украине была забыта, лишь кое-где в Юго-Западном крае существовали песни о некоторых разбойниках и борцах за свободу XIX века, преимущественно об Устиме Кармалюке (известна также и русскоязычная песне о нём — «Кармалюка — парень славный»).
В Западной Украине, например, в Галичине сюжеты песен о гайдамаках во многих случаях, в целом или в частности, перешли на песни об опришках, также бывшими разбойниками. Ещё в конце XIX века среди гуцулов были распространены песни про Олексу Довбуша (он же Добощук), Дмитро Марусяка, Джемеджука[кого?] и других местных знаменитых опришков. Сохраняется память о местах их жительства, об их вооружении, в частности, тогда же указывали на хату и криницу (колодец), принадлежавшим Олексе Довбушу. В песнях к опришкам присутствует большое сочувствие, как врагам ляхов-помещиков. В песнях отразились черты быта и характера опришков, их побратимство и презрение к смерти:
Чи видиш ти, пане брате, за лесом могила?

Чи ти умреш, чи повиснеш, раз мати родила.